# Valentin Bakfark
Valentin Bakfark (Valentin Graew, Valentinus Greff Bakfark, Bálint Bakfark [ˈbaːlint ˈbɒkfɒrk] * 1507 o - més probable - 1527 Kronstadt / Transsilvània (llavors Hongria); † 15 d'agost de 1576 a Pàdua) fou un intèrpret de llaüt, compositor i musicòleg etno-alemany del Renaixement.
La seva fama es va estendre arreu de França i Itàlia, on entrà al servei de grans dignataris i famílies regnants. Fou protegit pel rei de Polònia Segimon II August, i pels emperadors Ferran I i Maximilià II, havent residit en les corts d'aquests dos sobirans.
Era considerat com el millors dels artistes del seu gènere, sent particularment apreciades les seves ensenyances, que concretà en els tractats Intabulatura (Lió, 1552); Premier livre de tablature de luth (París, 1564), i Harmoniae Musicae in usum testudinis (Cracòvia, 1565 i 1568).
Com a compositor deixà diversos Ricercari, que es distingeixen per la seva acabada factura.